# Władysław Dziewanowski
Władysław Dziewanowski (ur. 4 marca?/16 marca 1894 w Kijowie, zm. 26 marca 1951 w Buenos Aires) – doktor inżynier, podpułkownik dyplomowany kawalerii Wojska Polskiego, historyk wojskowości.

## Życiorys
Urodził się w rodzinie Adolfa i Marii z Dmiszewiczów. Studiował prawo na uniwersytecie w Kijowie, a następnie przeniósł się do Warszawy, gdzie kontynuował naukę.
Od 4 stycznia 1919 służył w 1 pułku Ułanów Krechowieckich. Podczas wojny polsko-bolszewickiej był dwukrotnie ranny, po zakończeniu walk pozostał w szeregach Wojska Polskiego.
Z dniem 1 listopada 1925 roku został przydzielony do Wyższej Szkoły Wojennej w Warszawie, w charakterze słuchacza kursu 1925/27. 28 października 1927 roku, po ukończeniu kursu i otrzymaniu dyplomu naukowego oficera sztabu generalnego, został przydzielony do Obozu Szkolnego Kawalerii w Grudziądzu na stanowisko asystenta. 27 stycznia 1930 roku awansował na rotmistrza ze starszeństwem z dniem 1 stycznia 1930 roku i 61. lokatą w korpusie oficerów kawalerii. 23 października 1931 roku został przeniesiony do Wyższej Szkoły Wojennej w Warszawie na stanowisko wykładowcy. Na stopień majora został mianowany ze starszeństwem z 19 marca 1938 i 27. lokatą w korpusie oficerów kawalerii. W marcu 1939 w dalszym ciągu pełnił służbę w WSWoj. na stanowisku wykładowcy przedmiotu historia wojen i wykładowcy przedmiotu taktyka kawalerii.
Od 1931 był redaktorem pisma „Broń i Barwa”. W 1937 obronił u prof. Wacława Makowskiego doktorat z prawa na Uniwersytecie Warszawskim – rozprawę „Szpiegostwo. Szpiedzy – status prawny” wydała w rok później Księgarnia F. Hoesicka. Współpracował z „Encyklopedią wojskową”. Należał do Państwowej Rady Muzealnictwa przy Ministerstwie Wyznań Religijnych i Oświecenia Publicznego, należał do organizatorów Towarzystwa Przyjaciół Muzeum Wojska w Warszawie. W 1936 był korespondentem wojennym „Polski Zbrojnej” w Abisynii.
W II połowie maja 1939 roku uczestniczył w polsko-brytyjskich rozmowach sztabowych na temat wojny z Niemcami, w charakterze tłumacza, protokolanta i sekretarza. Odbyto wówczas około dziesięciu posiedzeń, w trakcie których mówiono i pisano po francusku. Władając językiem angielskim „nie zdradzał się ze swej umiejętności” (Dziewanowski mówił biegle po
francusku, angielsku, niemiecku, rosyjsku i włosku).
W czasie II wojny światowej w Polskich Siłach Zbrojnych. Po wojnie na emigracji. Członek komisji Historycznej Sztabu Generalnego (1945). Współorganizator Polskiego Towarzystwa Historycznego w Wielkiej Brytanii oraz pisma „Teki Historyczne”, członek Polskiego Towarzystwa Naukowego na Obczyźnie. Był wujem historyka Mariana Kamila Dziewanowskiego.

## Publikacje
- Podręcznik do historii wojskowości powszechnej. Średniowiecze, Warszawa 1932 (reprint Oświęcim 2012).
- Zarys dziejów uzbrojenia w Polsce, Warszawa: Główna Księgarnia Wojskowa 1935 (wyd. 2 – Kraków: Krajowa Agencja Wydawnicza 1989).
- (współautor: Jan Litewski) Dzieje 1-ego pułku ułanów krechowieckich, Warszawa: Wojskowe Biuro Historyczne 1932.
- Polskie siły zbrojne w ciągu wieków, oprac. hist. W. Dziewanowski, A. Minkiewicz, przedm. M. Kukiel, London: „Orbis” 1944.

## Ordery i odznaczenia
- Krzyż Walecznych (trzykrotnie) „za czyny męstwa i odwagi wykazane w bojach toczonych w latach 1918–1921”
- Medal Niepodległości
- Srebrny Krzyż Zasługi (19 marca 1935)[5]
- Medal Pamiątkowy za Wojnę 1918–1921
- Medal Dziesięciolecia Odzyskanej Niepodległości
- Kawaler Orderu Legii Honorowej (Francja)
- Krzyż Wojenny za Męstwo Wojskowe (Włochy)